# Alan Sked

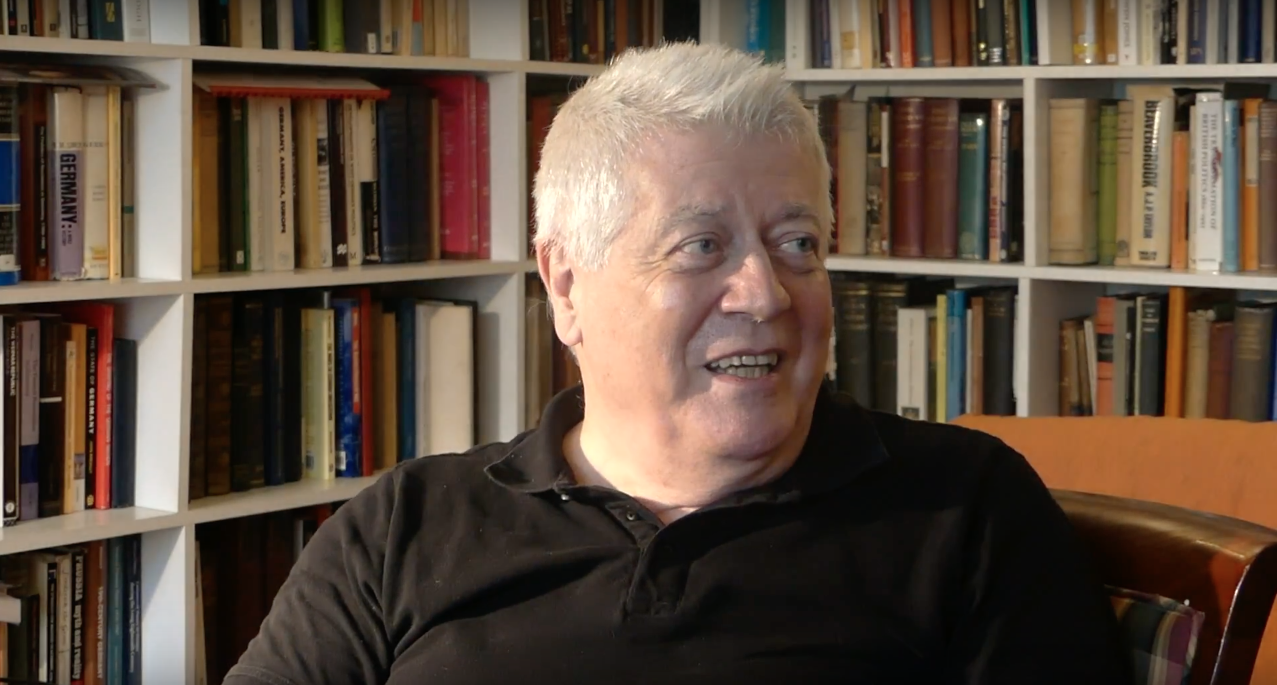
Alan Sked (2018)

Alan Sked (* 22. August 1947 in Glasgow) ist ein britischer Historiker und EU-skeptischer Politiker. Er ist seit 2016 Professor Emeritus of International History an der London School of Economics and Political Science. Von 1993 bis 1997 war er Gründungsvorsitzender der UK Independence Party (UKIP), von der er sich seit Ende der 1990er Jahre wegen ihrer Radikalisierungstendenzen distanzierte.

## Leben

### Akademischer Werdegang
Sked, aus Schottland stammend, besuchte die Allan Glen’s School in Glasgow. Im Anschluss daran studierte er Geschichte an der University of Glasgow (M.A.) und am Merton College der University of Oxford, wo er, betreut durch Alan J. P. Taylor, einen DPhil erwarb.
Ab 1972 war er Lecturer, Senior lecturer, Reader und Professor am Department of International History der London School of Economics and Political Science (LSE). Seit 2016 ist er Emeritus. Von 1981 bis 1990 war er außerdem Koordinator des dortigen postgradualen Masterprogramms European Studies. In London unterrichtete er zuletzt europäische und US-amerikanische sowie Geistesgeschichte. Sein wichtigster Forschungsschwerpunkt ist darüber hinaus die Geschichte der Habsburgermonarchie. Sked spricht neben Englisch auch Deutsch, Französisch und Ungarisch.
Zu seinen akademischen Schülern gehören u. a. William Mallinson, Oliver Bange und Tilman Remme.
Sked ist Autor zahlreicher Bücher, die in mehrere Sprachen übersetzt wurden. Außerdem veröffentlichte er Beiträge in Sammelbänden und in Fachzeitschriften (Aufsätze, Rezensionen usw.) wie Diplomacy & Statecraft, European Review, Foreign Policy, History. The Journal of the Historical Society, Millennium. Journal of International Studies, Slavic Review, The National Interest, The Slavonic and East European Review, The Journal of Modern History, The International History Review, Transactions of the Royal Historical Society und The English Historical Review. Er beriet u. a. die BBC bei der Dokumentation Abraham Lincoln: Saint or Sinner and is presently (2011).
Sked ist ferner Fellow der Royal Historical Society in London.

### Politische Tätigkeit

#### Liberal Party
Während seiner Studienzeit war Sked ein Befürworter der europäischen Integration. Er war Mitglied der Liberal Party, für die er bei den Britischen Unterhauswahlen 1970 erfolglos (6,2 Prozent) in Paisley antrat. Nach eigenen Angaben war er auch ein Befürworter des EWG-Mitgliedschaftsreferendums im Vereinigten Königreich 1975. Ende der 1980er Jahre begann sein politischer Gesinnungswandel.

#### Anti-Federalist League
Sked, mittlerweile neoliberal orientiert, verließ die Liberal Party und unterstützte 1989 die Gründung der Thatcher-nahen EU-skeptischen Denkfabrik Bruges Group um Ralph Harris, Baron Harris of High Cross. Nachdem Thatcher-Nachfolger John Major (Conservative Party) einen eher EU-freundlichen Kurs eingeschlagen hatte und Sked bei Bruges keine Unterstützung fand, orientierte er sich 1991 um.
Er kandidierte bei der Britischen Unterhauswahlen 1992 in Bath gegen Chris Patten (Conservative Party) für die kaum wahrgenommene Anti-Federalist League, die er zuvor ins Leben rief und die er gegen den Vertrag von Maastricht positionierte. Er erreichte 0,2 Prozent der Stimmen; beide Kandidaten verloren allerdings gegen Don Foster (Liberal Democrats). Auch in zwei Nachwahlen im darauffolgenden Jahr, in Newbury (1,0 Prozent) und in Christchurch (1,6 Prozent), scheiterte er trotz der Unterstützung von Enoch Powell.

#### UK Independence Party
1993 ging daraus an der LSE die Nachfolgeorganisation UK Independence Party (UKIP) hervor. Von 1993 bis 1997 war er deren Vorsitzender. Vor allem propagierte sie einen EU-Austritt des Vereinigten Königreichs, verstand sich aber als „demokratische“ Partei und grenzte sich unter seiner Führerschaft bewusst vom rechten Rand ab. 1995 ersuchte er um finanzielle Unterstützung bei Sir James Goldsmith (Referendum Party), was jedoch nicht von Erfolg gekrönt war. Bei den Unterhauswahlen 1997 kandidierte Sked in Romsey, wo er nur 3,5 Prozent holte. Gegen ihn formierte sich dann um Nigel Farage, David Lott und Michael Holmes Widerstand. Skeds Führungsstil stand zur Disposition und sein intellektuelles Auftreten wurde kritisiert; er wurde schließlich aus der Partei gedrängt.
Sked distanzierte sich ab Ende der 1990er Jahre mehrmals von seiner alten Partei. Für ihn sei UKIP von Rechtsradikalen unterwandert worden, man könne nur vor ihr warnen. 2015 warf er in einem Gastbeitrag für The Atlantic der Farage-Partei vor, sich im Europäischen Parlament einerseits finanzielle Vorteile zu verschaffen, anderseits aber unkonstruktiv zu sein. Er selbst habe die Partei „moderat“ in Erinnerung, nun aber sei sie auch für Fremden- und Islamfeindlichkeit, Homophobie und Rassismus offen. Sked offenbarte erneut, wie bereits im Zuge der Europawahl im Vereinigten Königreich 2014, dass er ein „Frankensteinsches Monster“ erschaffen habe.

#### New Deal
Im Jahre 2013 gründete er die, mittlerweile wieder aufgelöste, eher linke EU-skeptische Partei New Deal, die in der Zeit ihrer Existenz mit keinem Kandidaten für eine Wahl um ein politisches Amt antrat.

## Schriften (Auswahl)
- mit Chris Cook (Hrsg.): Crisis and Controversy, Essays in Honour of A.J.P. Taylor. Palgrave Macmillan, London 1976, ISBN 0-333-18635-4.
- (Hrsg.): Europe’s Balance of Power, 1815–1848. Barnes & Noble, New York 1979, ISBN 0-06-496323-3.
- The survival of the Habsburg Empire: Radetzky, the imperial army, and the class war, 1848. Longman, London u. a. 1979, ISBN 0-582-50711-1.
- mit Chris Cook: Post-War Britain: A Political History. Penguin, London 1979, ISBN 0-14-022204-9 (Post-War Britain: A Political History: A Political History, 1945–1992 (= Penguin History). 4. Auflage, Penguin, London 1993, ISBN 0-14-017912-7)
- Britain’s Decline: Problems and Perspectives (= Historical Association Studies). Wiley-Blackwell, Oxford, 1987, ISBN 0-631-15084-6.
- The Decline and Fall of the Habsburg Empire, 1815–1918. Longman, London u. a. 1989, ISBN 0-582-02530-3. (2. Auflage, Routledge, London 2001, ISBN 0-582-35666-0)

- deutsche Übersetzung von Stephen Tree: Der Fall des Hauses Habsburg. Der unzeitige Tod eines Kaiserreichs. Siedler, Berlin 1993, ISBN 3-88680-409-7.

- An Intelligent Person’s Guide to Post-War Britain (= Intelligent Persons Guide Series). Gerald Duckworth & Co, London 1997, ISBN 0-7156-2749-X.
- Metternich and Austria. An Evaluation. Palgrave Macmillan, New York 2008, ISBN 978-1-4039-9114-0.
- Field Marshal Radetzky, Imperial Victor and Military Genius. I. B. Tauris, London u. a. 2011, ISBN 978-1-84885-677-6.